# Giacca a vento

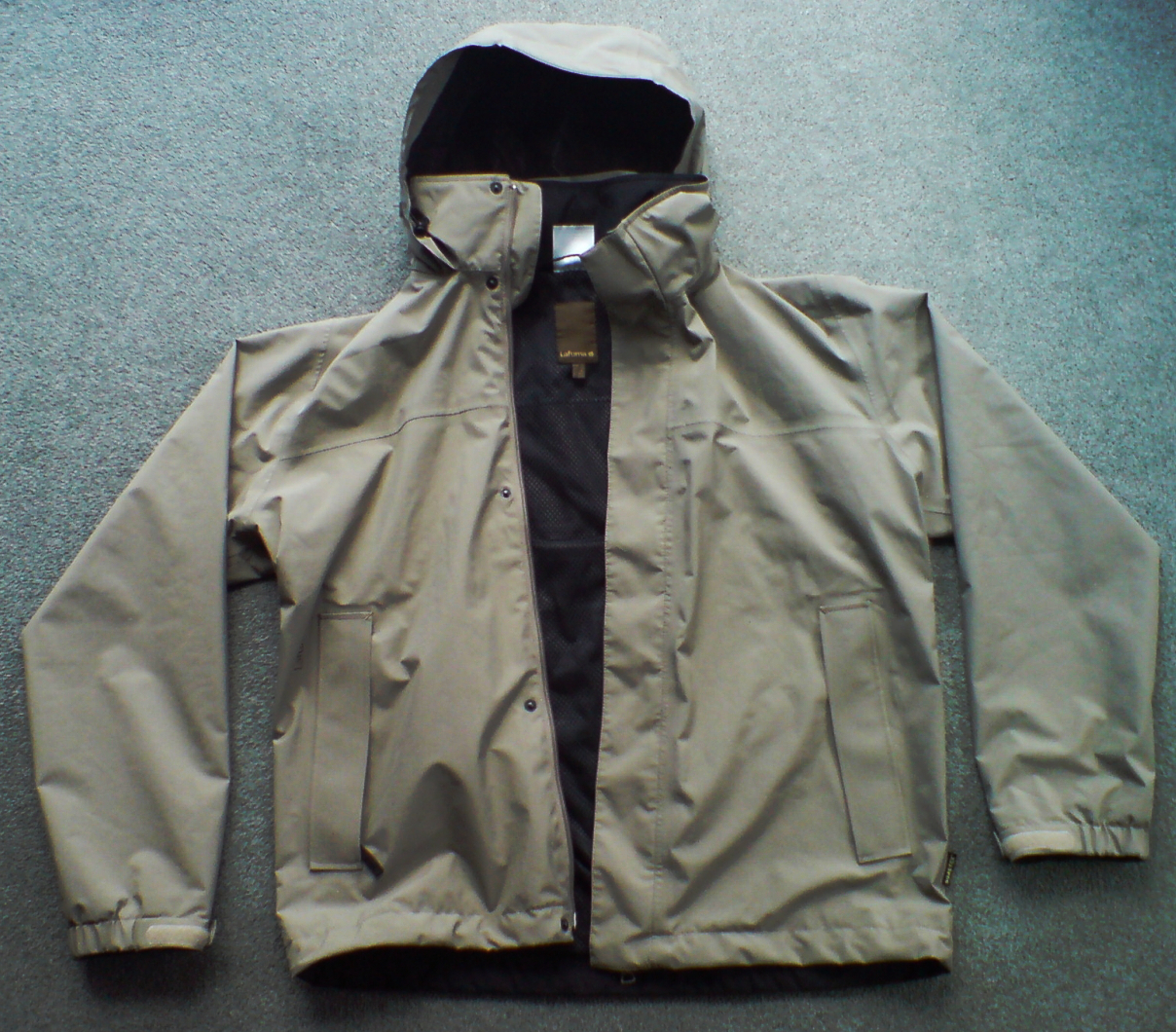
Una giacca a vento con il suo cappuccio ripiegabile esterno

Con il termine giacca a vento (in inglese windbreaker) si intende una giubba, una felpa, un cappotto o un soprabito capace di proteggere dall'aria, sia calda che fredda.

## Caratteristiche
Una giacca a vento dovrebbe essere sia traspirante sia impermeabile, ma in genere tanto più una giacca a vento è traspirante tanto meno è impermeabile.
Per le loro caratteristiche, le giacche a vento sono utilizzate per attività escursionistiche durante la stagione estiva.

## Tipi di giacche a vento
- Piumino, giubba in piuma, d'oca o mista
- Bomber, giubba antivento sportiva
- Anorak, di origine Inuit
- K-Way, impermeabile in nylon o PVC a forma di giacca usato per ripararsi da pioggia e vento